# Béni-Mellal (provincie)
Béni-Mellal is een provincie in de Marokkaanse regio Tadla-Azilal.
Béni-Mellal telt 946.018 inwoners op een oppervlakte van 6638 km².

## Grootste plaatsen
| Plaats                | Inwoners | Inwoners |
| Plaats                | 1994     | 2004     |
| --------------------- | -------- | -------- |
| Beni-Mellal           | onbekend | 162.341  |
| Fquih Ben Salah       | onbekend | 82.407   |
| Souk Sebt Oulad Nemma | onbekend | 51.029   |
| Kasba Tadla           | onbekend | 39.887   |
| Zaouiat Cheikh        | 19.906   | 22.727   |
| Oulad Ayad            | 18.958   | 21.446   |
| El Ksiba              | 15.355   | 18.480   |
| Oulad M Barek         | 10.551   | 11.906   |
| Dar Ould Zidouh       | 9.561    | 9.821    |
| Oulad Yaich           | 7.407    | 7.692    |
| Bradia                | onbekend | 6.546    |
| Aghbala               | 5.972    | 6.300    |
| Sidi Jaber            | 4.513    | 4.693    |

Ben Slimane · Khouribga · Settat · El Jadida · Safi · Boulmane · Fez · Moulay Yacoub · Sefrou · Kénitra · Sidi Kacem · Casablanca · Médiouna · Mohammedia · Nouaceur · Assa-Zag · Guelmim · Tan-Tan · Tata · Boujdour · Es-Semara · Lâayoune · Al Haouz · Chichaoua · Essaouira · Kelâat Es-Sraghna · Marrakech · Al Ismaïlia · El Hajeb · Errachidia · Ifrane · Khénifra · Meknès · Berkane · Figuig · Jerada · Driouch · Nador · Oujda-Angad · Taourirt · Aousserd · Oued ed Dahab · Khémisset · Rabat · Salé · Skhirat-Témara · Agadir-Ida-Ou-Tanane · Inezgane-Aït Melloul · Chtouka-Aït Baha · Ouarzazate · Taroudant · Tiznit · Zagora · Azilal · Béni-Mellal · Chefchaouen · Fahs-Bni Mkada · Larache · Tanger-Asilah · Tétouan · Al Hoceima · Taounate · Taza